# Sericoides chilensis
Sericoides chilensis är en skalbaggsart som beskrevs av Blanchard 1850. Sericoides chilensis ingår i släktet Sericoides och familjen Melolonthidae. Inga underarter finns listade i Catalogue of Life.